# Manuele Blasi
Manuele Blasi (Civitavecchia, 17 agosto 1980) è un allenatore di calcio ed ex calciatore italiano, di ruolo centrocampista, tecnico del Paradiso.

## Biografia
Nel 2009, a quasi 29 anni, ha sostenuto l'esame di maturità presso l'istituto tecnico di Pianura.

## Caratteristiche tecniche

### Giocatore
Centrocampista centrale votato all'interdizione, giocava principalmente come interno destro o in alternativa come centrale in un centrocampo a tre. Poteva essere impiegato pure da terzino destro e possedeva anche le caratteristiche per fare il regista. Era un calciatore che possedeva grinta e combattività, tanto che spesso riceveva sanzioni disciplinari.

## Carriera

### Giocatore

#### Club

##### Gli inizi tra Roma e Lecce
Cresciuto nelle giovanili della Roma, nel 1998 viene ceduto in prestito al Lecce in Serie B. In Salento colleziona 12 presenze, e a fine stagione rientra alla Roma dove viene impiegato saltuariamente dal neotecnico giallorosso Fabio Capello, scendendo in campo in sole 5 occasioni in campionato.
Esordisce in Serie A il 22 gennaio 2000 nella gara Roma-Piacenza (2-1).

##### Perugia e Parma

Blasi in azione al Perugia nel 2000

Nell'estate del 2000 viene ceduto in prestito al Perugia nell'ambito dell'operazione che portò Hidetoshi Nakata in giallorosso. Nella stagione successiva la società umbra acquisisce l'intero cartellino del giocatore, che resta in biancorosso per tre stagioni, tutte giocate in Serie A. L'allora allenatore Serse Cosmi gli cambiò ruolo schierandolo davanti alla difesa, perché inizialmente si presentò come esterno destro del 4-4-2.
Nel 2003 è acquistato dalla Juventus che lo gira in prestito per un anno al Parma, dove, in seguito ad un controllo antidoping risalente alla gara del 14 settembre contro il Perugia, risulta positivo al nandrolone e quindi viene prima sospeso in via cautelare e poi squalificato per sei mesi, precisamente dal 17 ottobre 2003 al 17 marzo 2004, pena poi scontata di un mese in appello.

##### Juventus
A fine stagione rientra alla Juventus dove ritrova Fabio Capello. Vi resta per le due stagioni in cui la Juventus termina il campionato al primo posto, ma, a causa dello scandalo "Calciopoli", il primo scudetto non viene assegnato ed il secondo revocato.
Nella prima stagione si gioca il posto da titolare con Alessio Tacchinardi e Stephen Appiah: schierato di fianco ad Emerson, in quell'anno colleziona 27 presenze in campionato. Nel 2005-2006, invece, è impiegato saltuariamente, complice anche l'arrivo di Patrick Vieira, ma il suo problema viene risolto da Capello che lo "inventa" terzino destro. La migliore partita giocata in questo ruolo è stata quella contro il Bruges in Champions League; quando poi Gianluca Zambrotta viene spostato dalla corsia sinistra a quella di destra per dar spazio a Giorgio Chiellini che ad inizio carriera era proprio terzino sinistro, Blasi torna ad essere una riserva, giocando solo 13 volte in campionato.
Con la maglia bianconera conquista la nazionale maggiore.

##### Fiorentina
Nell'estate 2006 la Juventus, investita dalla vicenda Calciopoli che la porta in Serie B, lo cede in prestito con diritto di riscatto alla Fiorentina. Il 22 ottobre 2006, nel corso della partita Fiorentina-Reggina (3-0), segna il suo primo e unico gol in Serie A dopo 139 presenze totali nella massima serie. Al termine della stagione la società viola sceglie di non riscattare il cartellino giocatore.

##### Napoli
Nell'estate 2007 torna quindi alla Juventus, neopromossa in Serie A, e nella seconda metà di agosto passa in compartecipazione al Napoli. Nel primo anno in maglia partenopea Blasi gioca una delle migliori stagioni della sua carriera. L'allora allenatore degli azzurri Edoardo Reja lo schierava da mediano destro e successivamente lo ha definito il giocatore più importante della mia gestione.
A dicembre viene deferito dalla FIGC per non aver pagato il proprio procuratore Davide Lippi.
Il 22 maggio 2008 il Napoli riscatta per 2,5 milioni di euro l'altra metà del cartellino del giocatore, che diventa al 100% della squadra partenopea.

##### Palermo, ritorno a Napoli

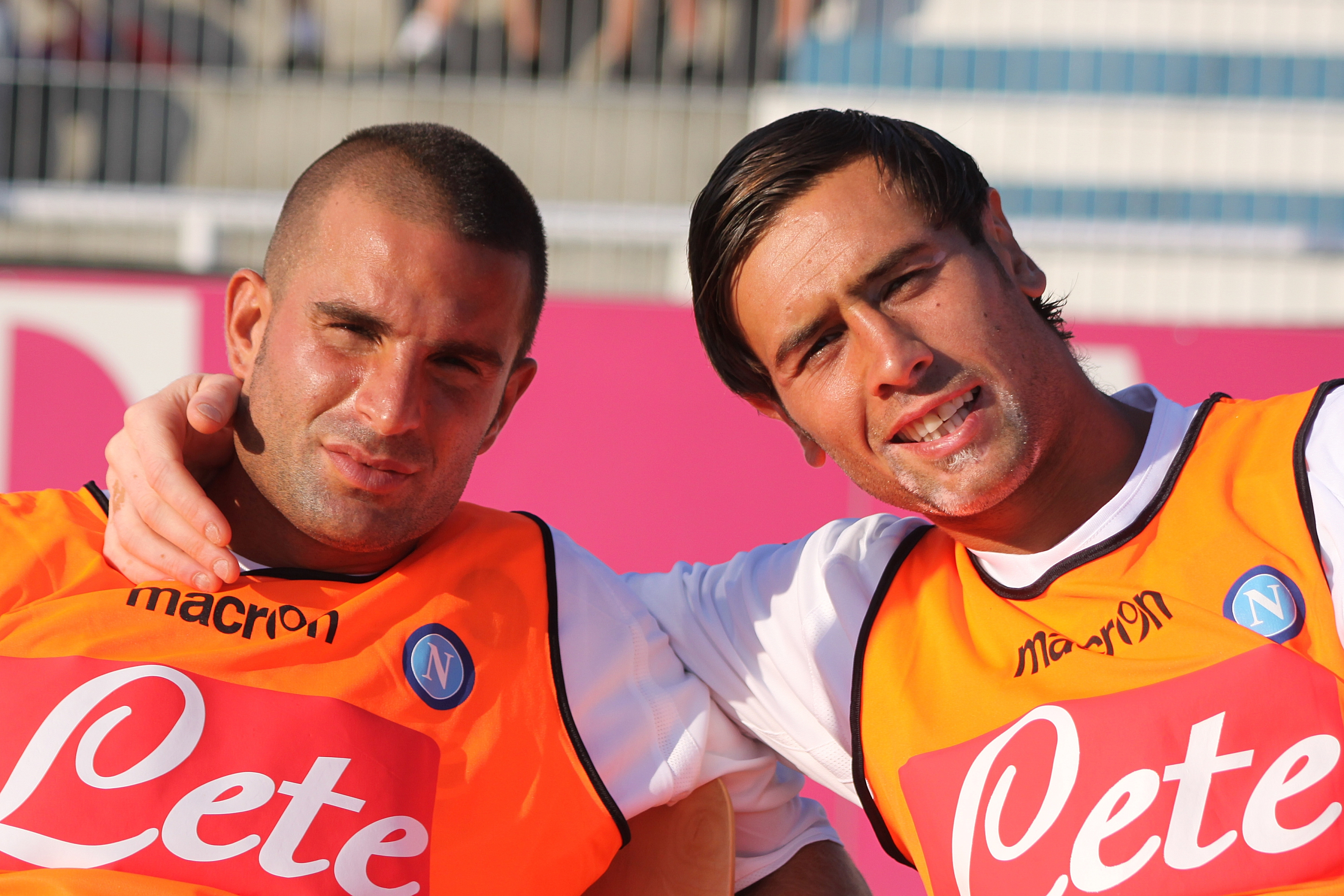
Blasi (a sinistra) al Napoli nel precampionato dell'estate 2009, insieme al compagno di squadra Rinaudo.

Il 31 agosto 2009, a stagione già iniziata e una presenza alle spalle con gli azzurri in Coppa Italia (Napoli-Salernitana 3-0, non era invece stato convocato per le prime due giornate del nuovo campionato), si trasferisce al Palermo in prestito con diritto di riscatto. Esordisce in maglia rosanero nella prima partita utile dopo il suo acquisto, ovvero la terza giornata di campionato, Palermo-Bari (1-1).
Per tutta la stagione viene considerato una riserva, sia da Walter Zenga prima che da Delio Rossi dopo, giocando in totale 14 partite in campionato di cui 4 da titolare (una per tutti i novanta minuti) e dieci volte da subentrante dalla panchina, ed una in Coppa Italia 2009-2010, per un totale di 15 presenze stagionali.
Finita la stagione, si aggrega al Milan per disputare una tournée negli Stati Uniti d'America da fine maggio ad inizio giugno, integrandosi piuttosto bene nei meccanismi di gioco dei milanisti. Scaduti i termini del prestito al Palermo, ritorna al Napoli. Subentrato a partita iniziata nelle due sfide di play-off di Europa League contro gli svedesi dell'Elfsborg e partito titolare alla prima giornata di campionato in Fiorentina-Napoli (1-1), eccezion fatta per la nona giornata Brescia-Napoli (0-1) non viene più schierato in campo fino al 18 gennaio 2011, giocando titolare l'ottavo di finale di Coppa Italia vinto per 2-1 sul Bologna. Saranno queste le sue uniche presenze stagionali.

##### Ritorni a Parma e Lecce
Il 1º luglio 2011 passa a titolo definitivo al Parma insieme al compagno di squadra Fabiano Santacroce, dove aveva già militato nella stagione 2003-2004, nell'ambito dell'operazione che porta Blerim Džemaili al Napoli. Nella prima parte della stagione 2011-2012 colleziona con la maglia crociata sei presenze in campionato, tutte da subentrante, e una in Coppa Italia.
Il 25 gennaio 2012 passa al Lecce a titolo definitivo, tornando a vestire la maglia salentina dopo 13 anni e ritrovando Serse Cosmi, suo allenatore ai tempi del Perugia. Nell'ambito della stessa operazione di mercato, il difensore Stefano Ferrario si trasferisce al Parma con la formula del prestito con diritto di riscatto della compartecipazione. Il secondo esordio con la maglia salentina arriva il 29 gennaio in Lecce-Inter (1-0) della 20ª giornata di campionato.
A fine stagione rimane svincolato.

##### Pescara e Varese
Il 7 agosto 2012 viene ingaggiato dal Pescara, neopromosso in Serie A, firmando un contratto di durata annuale. Alla fine del campionato, dopo aver giocato 12 partite, il Pescara retrocede.
Il 16 luglio 2013 passa al Varese, squadra di Serie B con cui firma un contratto biennale. Debutta in maglia biancorossa nella prima partita utile, cioè il secondo turno di Coppa Italia vinta per 1-0 sul L.R. Vicenza e disputata l'11 agosto 2013, giocando titolare.

##### Chennaiyin e Ischia Isolaverde
Nell'agosto 2015, viene ingaggiato dagli indiani del Chennaiyin dell'allenatore Marco Materazzi e vince il campionato battendo in finale il Goa FC.
Il 1º febbraio 2016 passa a titolo definitivo all'Ischia Isolaverde, squadra militante in Lega Pro Il 22 marzo seguente, dopo sole 4 presenze con la squadra campana, rescinde il contratto per motivi personali.

##### Ritorno al Chennaiyin, Compagnia Portuale
Nel 2016 torna a giocare nel Chennaiyin, squadra con cui chiude il campionato in penultima posizione in classifica.
Terminata l'esperienza in India si accorda con la Compagnia Portuale, squadra di Civitavecchia militante nel campionato laziale di Eccellenza.

#### Nazionale
Dopo aver giocato per un lungo periodo con le nazionali giovanili, a 24 anni ha esordito in nazionale sotto la direzione di Marcello Lippi, in Islanda-Italia (2-0) del 18 agosto 2004, la prima partita del tecnico di Viareggio sulla panchina azzurra. Ha collezionato in totale 8 presenze.

### Allenatore
Dopo il ritiro nel 2017 e la sua prima esperienza alla guida della Compagnia Portuale, nel 2019 viene assunto come tecnico della squadra maltese degli Hamrun Spartans, rimpiazzando il vecchio compagno di squadra Giovanni Tedesco. Nonostante il raggiungimento dei quarti di finale in Coppa di Malta, nel febbraio 2020 viene esonerato dalla guida tecnica della squadra.
Nel 2020 firma per il club cipriota dell'Ayia Napa, militante nella seconda divisione nazionale. Dopo il mancato rinnovo dell'estate seguente, viene richiamato in panchina ad ottobre.
Un anno dopo, nell'ottobre del 2022, consegue la licenza UEFA Pro, il massimo livello formativo per un allenatore. A luglio 2023 firma con la società cipriota Enōsis Neōn Paralimniou, retrocessa in seconda divisione, ma nel successivo mese di novembre viene sollevato dall'incarico.
Nell'ottobre 2024 sostituisce Giuseppe Sannino, dimissionario, sulla panchina del club luganese del Paradiso, militante in terza serie elvetica.

## Statistiche

### Presenze e reti nei club
| Stagione          | Squadra           | Campionato        | Campionato | Campionato | Coppe nazionali | Coppe nazionali | Coppe nazionali | Coppe continentali | Coppe continentali | Coppe continentali | Altre coppe | Altre coppe | Altre coppe | Totale | Totale |
| Stagione          | Squadra           | Comp              | Pres       | Reti       | Comp            | Pres            | Reti            | Comp               | Pres               | Reti               | Comp        | Pres        | Reti        | Pres   | Reti   |
| ----------------- | ----------------- | ----------------- | ---------- | ---------- | --------------- | --------------- | --------------- | ------------------ | ------------------ | ------------------ | ----------- | ----------- | ----------- | ------ | ------ |
| 1998-1999         | Lecce             | B                 | 12         | 0          | CI              | 6               | 0               | -                  | -                  | -                  | -           | -           | -           | 18     | 0      |
| 1999-2000         | Roma              | A                 | 5          | 0          | CI              | 2               | 0               | -                  | -                  | -                  | -           | -           | -           | 7      | 0      |
| 2000-2001         | Perugia           | A                 | 20         | 0          | CI              | 1               | 0               | Int                | 2                  | 0                  | -           | -           | -           | 23     | 0      |
| 2001-2002         | Perugia           | A                 | 26         | 0          | CI              | 4               | 0               | -                  | -                  | -                  | -           | -           | -           | 30     | 0      |
| 2002-2003         | Perugia           | A                 | 30         | 0          | CI              | 5               | 0               | Int                | 2                  | 0                  | -           | -           | -           | 37     | 0      |
| Totale Perugia    | Totale Perugia    | Totale Perugia    | 76         | 0          |                 | 10              | 0               |                    | 4                  | 0                  |             | -           | -           | 90     | 0      |
| 2003-2004         | Parma             | A                 | 12         | 0          | CI              | 0               | 0               | CU                 | 1                  | 0                  | -           | -           | -           | 13     | 0      |
| 2004-2005         | Juventus          | A                 | 27         | 0          | CI              | 1               | 0               | UCL                | 8                  | 0                  | -           | -           | -           | 36     | 0      |
| 2005-2006         | Juventus          | A                 | 13         | 0          | CI              | 3               | 0               | UCL                | 5                  | 0                  | -           | -           | -           | 21     | 0      |
| Totale Juventus   | Totale Juventus   | Totale Juventus   | 40         | 0          |                 | 4               | 0               |                    | 13                 | 0                  |             | -           | -           | 57     | 0      |
| 2006-2007         | Fiorentina        | A                 | 31         | 1          | CI              | 2               | 0               | -                  | -                  | -                  | -           | -           | -           | 33     | 1      |
| 2007-2008         | Napoli            | A                 | 27         | 0          | CI              | 3               | 0               | -                  | -                  | -                  | -           | -           | -           | 30     | 0      |
| 2008-2009         | Napoli            | A                 | 32         | 0          | CI              | 0               | 0               | Int+CU             | 2+3                | 0                  | -           | -           | -           | 37     | 0      |
| ago. 2009         | Napoli            | A                 | 0          | 0          | CI              | 1               | 0               | -                  | -                  | -                  | -           | -           | -           | 1      | 0      |
| ago. 2009-2010    | Palermo           | A                 | 14         | 0          | CI              | 1               | 0               | -                  | -                  | -                  | -           | -           | -           | 15     | 0      |
| 2010-2011         | Napoli            | A                 | 2          | 0          | CI              | 1               | 0               | UEL                | 2                  | 0                  | -           | -           | -           | 5      | 0      |
| Totale Napoli     | Totale Napoli     | Totale Napoli     | 61         | 0          |                 | 5               | 0               |                    | 7                  | 0                  |             | -           | -           | 73     | 0      |
| 2011-gen. 2012    | Parma             | A                 | 6          | 0          | CI              | 1               | 0               | -                  | -                  | -                  | -           | -           | -           | 7      | 0      |
| Totale Parma      | Totale Parma      | Totale Parma      | 18         | 0          |                 | 1               | 0               |                    | 1                  | 0                  |             | -           | -           | 20     | 0      |
| gen.-giu. 2012    | Lecce             | A                 | 16         | 0          | CI              | -               | -               | -                  | -                  | -                  | -           | -           | -           | 16     | 0      |
| Totale Lecce      | Totale Lecce      | Totale Lecce      | 28         | 0          |                 | 6               | 0               |                    | -                  | -                  |             | -           | -           | 34     | 0      |
| 2012-2013         | Pescara           | A                 | 12         | 0          | CI              | -               | -               | -                  | -                  | -                  | -           | -           | -           | 12     | 0      |
| 2013-2014         | Varese            | B                 | 22         | 0          | CI              | 2               | 0               | -                  | -                  | -                  | -           | -           | -           | 24     | 0      |
| 2014-2015         | Varese            | B                 | 23         | 0          | CI              | 3               | 0               | -                  | -                  | -                  | -           | -           | -           | 26     | 0      |
| Totale Varese     | Totale Varese     | Totale Varese     | 45         | 0          |                 | 5               | 0               |                    | -                  | -                  |             | -           | -           | 50     | 0      |
| 2015              | Chennaiyin        | ISL               | 10+3       | 0          | -               | -               | -               | -                  | -                  | -                  | -           | -           | -           | 13     | 0      |
| feb.-mar. 2016    | Ischia Isolaverde | LP                | 4          | 0          | CI+CI-LP        | 0               | 0               | -                  | -                  | -                  | -           | -           | -           | 4      | 0      |
| 2016              | Chennaiyin        | ISL               | 6          | 0          | -               | -               | -               | -                  | -                  | -                  | -           | -           | -           | 6      | 0      |
| Totale Chennaiyin | Totale Chennaiyin | Totale Chennaiyin | 19         | 0          |                 | -               | -               |                    | -                  | -                  |             | -           | -           | 19     | 0      |
| Totale carriera   | Totale carriera   | Totale carriera   | 347        | 1          |                 | 36              | 0               |                    | 25                 | 0                  |             | -           | -           | 408    | 1      |

### Cronologia presenze e reti in nazionale
| Cronologia completa delle presenze e delle reti in nazionale ― Italia | Cronologia completa delle presenze e delle reti in nazionale ― Italia | Cronologia completa delle presenze e delle reti in nazionale ― Italia | Cronologia completa delle presenze e delle reti in nazionale ― Italia | Cronologia completa delle presenze e delle reti in nazionale ― Italia | Cronologia completa delle presenze e delle reti in nazionale ― Italia | Cronologia completa delle presenze e delle reti in nazionale ― Italia | Cronologia completa delle presenze e delle reti in nazionale ― Italia |
| Data                                                                  | Città                                                                 | In casa                                                               | Risultato                                                             | Ospiti                                                                | Competizione                                                          | Reti                                                                  | Note                                                                  |
| --------------------------------------------------------------------- | --------------------------------------------------------------------- | --------------------------------------------------------------------- | --------------------------------------------------------------------- | --------------------------------------------------------------------- | --------------------------------------------------------------------- | --------------------------------------------------------------------- | --------------------------------------------------------------------- |
| 18-8-2004                                                             | Reykjavík                                                             | Islanda                                                               | 2 – 0                                                                 | Italia                                                                | Amichevole                                                            | -                                                                     | 46’                                                                   |
| 8-9-2004                                                              | Chișinău                                                              | Moldavia                                                              | 0 – 1                                                                 | Italia                                                                | Qual. Mondiali 2006                                                   | -                                                                     | 80’                                                                   |
| 13-10-2004                                                            | Parma                                                                 | Italia                                                                | 4 – 3                                                                 | Bielorussia                                                           | Qual. Mondiali 2006                                                   | -                                                                     | 75’                                                                   |
| 17-11-2004                                                            | Messina                                                               | Italia                                                                | 1 – 0                                                                 | Finlandia                                                             | Amichevole                                                            | -                                                                     | Ammonizione                                                           |
| 9-2-2005                                                              | Cagliari                                                              | Italia                                                                | 2 – 0                                                                 | Russia                                                                | Amichevole                                                            | -                                                                     | 50’                                                                   |
| 30-3-2005                                                             | Padova                                                                | Italia                                                                | 0 – 0                                                                 | Islanda                                                               | Amichevole                                                            | -                                                                     | 41’ 61’                                                               |
| 8-6-2005                                                              | Toronto                                                               | Italia                                                                | 1 – 1                                                                 | Serbia e Montenegro                                                   | Amichevole                                                            | -                                                                     | 13’, 31’                                                              |
| 12-10-2005                                                            | Lecce                                                                 | Italia                                                                | 2 – 1                                                                 | Moldavia                                                              | Qual. Mondiali 2006                                                   | -                                                                     | 46’                                                                   |
| Totale                                                                |                                                                       | Presenze                                                              | 8                                                                     |                                                                       | Reti                                                                  | 0                                                                     |                                                                       |

### Statistiche da allenatore
Statistiche aggiornate al 1º ottobre 2024.
| Stagione        | Squadra               | Campionato      | Campionato | Campionato | Campionato | Campionato | Coppe nazionali | Coppe nazionali | Coppe nazionali | Coppe nazionali | Coppe nazionali | Coppe continentali | Coppe continentali | Coppe continentali | Coppe continentali | Coppe continentali | Altre coppe | Altre coppe | Altre coppe | Altre coppe | Altre coppe | Totale | Totale | Totale | Totale | % Vittorie | Piazzamento    |
| Stagione        | Squadra               | Comp            | G          | V          | N          | P          | Comp            | G               | V               | N               | P               | Comp               | G                  | V                  | N                  | P                  | Comp        | G           | V           | N           | P           | G      | V      | N      | P      | %          | Piazzamento    |
| --------------- | --------------------- | --------------- | ---------- | ---------- | ---------- | ---------- | --------------- | --------------- | --------------- | --------------- | --------------- | ------------------ | ------------------ | ------------------ | ------------------ | ------------------ | ----------- | ----------- | ----------- | ----------- | ----------- | ------ | ------ | ------ | ------ | ---------- | -------------- |
| set. 2017-2018  | Compagnia Portuale CV | Pro             | 32         | 16         | 7          | 9          | CI-Pro          | 6               | 2               | 3               | 1               |                    |                    |                    |                    |                    | -           | -           | -           | -           | -           | 38     | 18     | 10     | 10     | 47,37      | Sub., 5º       |
| 2019-feb. 2020  | Ħamrun Spartans       | PL              | 16         | 4          | 7          | 5          | CM              | 2               | 2               | 0               | 0               |                    |                    |                    |                    |                    | -           | -           | -           | -           | -           | 18     | 6      | 7      | 5      | 33,33      | Eson.          |
| 2020-2021       | Agia Napa             | BK              | 34         | 16         | 12         | 6          | KK              | 1               | 0               | 0               | 1               |                    |                    |                    |                    |                    | -           | -           | -           | -           | -           | 35     | 16     | 12     | 7      | 45,71      | 4º             |
| ott.2024-2025   | Paradiso              | PL              | 0          | 0          | 0          | 0          | CS              | 0               | 0               | 0               | 0               | -                  | -                  | -                  | -                  | -                  | -           | -           | -           | -           | -           | 0      | 0      | 0      | 0      | —          | Sub., in corso |
| Totale carriera | Totale carriera       | Totale carriera | 82         | 36         | 26         | 20         |                 | 9               | 4               | 3               | 2               |                    | -                  | -                  | -                  | -                  |             |             |             |             |             | 91     | 40     | 29     | 22     | 43,96      |                |

## Palmarès

### Giocatore

#### Club
- Campionato italiano: 1 (revocato)

Juventus: 2004-2005
- Indian Super League: 1

Chennaiyin: 2015